# ربيع جابر (مغني)
ربيع جابر (اسمه الكامل ربيع محمود جابر) مغني سويدي من أصل لبناني. ولد في لبنان في 5 أغسطس / آب 1987، وهاجرت عائلته إلى السويد عندما كان في الثانية من عمره. وعاشت العائلة في مدينة ليكسيل السويدية. كان رياضيا ولعب كرة القدم في نادي رياضي في الدرجة الثالثة من الدوري السيويدي لكرة القدم.
اشترك عام 2009 في مسابقة «إيدول» وهي مسابقة الأغنية للهواة في السويد وكان من الذين وصلوا إلى النهائيات وخرج بعد 5 أسابيع من التصفيات وحل في المرتبة السابعة لعام 2009.
شكّل مع إدي رزاز، وهو مغني سويدي من أصل إيراني كان يشترك بذات المسابقة «إيدول 2009» وشكلا فرقة ريباوند! الشبابية من نوع «البوي باند» كثنائي. وكان لريباوند! نجا ممتاز خصوصا مع أغنية "Hurricane" التي وصلت إلى المرتبة الأولى في قائمة الأغاني في السويد.
بعد حل الفريقعام أبريل / نيسان 2011، قرر لربيع جابر الاستمرار في الغناء كمغني منفرد وسيصدر ألبومه الخاص هذه السنة.

## أغاني
- 2009: You Are Not Alone (نسخة من أغنية مايكل جاكسون وغناها ربيع جابر في مسابقة «إيدول 2009»
- 2010: Hurricane مع فرقة ريباوند!
- 2010: Not Helpless
- 2011: Psycho
- 2011: Grenade (أغنية لـبرونو مارس
- 2011: Grenade (ريميكس Raaban feat. Rabih)
- 2011: Millionaire

## روابط خارجية
- ربيع جابر على موقع IMDb (الإنجليزية)
- ربيع جابر على موقع ميوزك برينز (الإنجليزية)
- ربيع جابر على موقع أول ميوزيك (الإنجليزية)
- ربيع جابر على موقع ديسكوغز (الإنجليزية)